# كلية سوانسي للأعمال
كلية سوانسي للأعمال (بالويلزية: Ysgol Fusnes Abertawe) هي مؤسسة بحثية عامة تركز على دراسات الأعمال وتقع في مدينة سوانسي، ويلز، المملكة المتحدة . تقع بالقرب من حرم سوانسي للأعمال التابع لجامعة ويلز ترينيتي سانت ديفيد، وهو جزء من كلية الأعمال والإدارة. وتقدم الكلية العديد من المقررات الجامعية في الموارد البشرية، والقانون، والمحاسبة، والأعمال التجارية والمالية، وإدارة الأعمال، والقيادة، والتسويق، ومهارات مكان العمل.
يمكن دراسة الدراسات العليا بدوام كامل أو جزئي وتشمل ماجستير إدارة الأعمال، وماجستير إدارة الأعمال عبر الإنترنت، وماجستير الإدارة المالية، وماجستير إدارة الموارد البشرية، وماجستير التجارة في الأسواق المالية. فيما يتعلق بالدورات المهنية، تعد كلية الأعمال في سوانسي مركز دراسة معتمدًا لمعهد تشارترد للتسويق. كما أن الدبلوم في التسويق الاحترافي والدبلوم الرقمي في التسويق الاحترافي متاحان للدراسة بدوام جزئي. باعتبارها جامعة معتمدة لمعهد تشارترد لشؤون الموظفين والتنمية، تقدم الكلية دبلوم الدراسات العليا في الموارد البشرية والشهادة المتوسطة في الموارد البشرية.

## التاريخ
كان المبنى الأخير جزءًا من جامعة سوانسي متروبوليتان وتم تشكيله في عام 1897 تحت كلية سوانسي التقنية. كان مقرها في هاي ستريت سوانسي، موقع كلية سوانسي للتكنولوجيا السابقة، وقدمت مجموعة من البرامج التي تشمل الأعمال والترفيه والسياحة والخدمات العامة والإدارة والرعاية الصحية والاجتماعية.
كلية الأعمال والكليات التي شكلت في الأصل معهد سوانسي للتعليم العالي موجودة منذ أكثر من 150 عامًا. تم بعد ذلك منح جميع مؤهلات الدراسات العليا والجامعية من جامعة ويلز، بما في ذلك برامج ماجستير إدارة الأعمال التي كانت موجودة منذ عام 1991.
على الرغم من أنها كانت في البداية جزءًا من جامعة سوانسي متروبوليتان، إلا أن كلية سوانسي للأعمال انتقلت إلى حرمها الجامعي الحالي عندما أصبحت جامعة سوانسي متروبوليتان جزءًا من جامعة ويلز ترينيتي سانت ديفيد في عام 2010. ظهرت الجامعة من خلال دمج أقدم مؤسستين للتعليم العالي في ويلز، جامعة ويلز، لامبيتر وكلية ترينيتي الجامعية في عام 2010، بموجب ميثاق لامبيتر الملكي لعام 1828. وفي عام 2011، تم الإعلان عن دمج جامعة ويلز أيضًا في جامعة ترينيتي سانت ديفيد. في 1 أغسطس 2013 اندمجت الجامعة مع جامعة سوانسي متروبوليتان التي ضمت كلية سوانسي للأعمال.
حصلت كلية سوانسي للأعمال على تصنيف "ممتاز" لجودة تدريسها من مجلس تمويل التعليم العالي (ويلز) ولديها تقليد طويل وناجح في تقديم تعليم إدارة الأعمال. في عام 2019، بدأت كلية سوانسي للأعمال في تقديم مقررات ماجستير إدارة الأعمال عبر الإنترنت للطلاب بالشراكة مع دوكير.
تقوم الكلبة أيضًا بتدريس مقررات أعمال مختارة في حرم ترينيتي سانت ديفيد الجامعي.

## البرامج

### مرحلة البكالوريوس
تقدم كلية سوانسي للأعمال مجموعة من الدرجات العلمية الأولى (بكالريوس الأداب) بما في ذلك برامج الشرف الفردية التي تغطي تخصصات الأعمال والإدارة الرئيسية، واختيار برامج الشرف المشتركة. كما يقدم أيضًا درجة مؤهلة في القانون (بكالريوس القانون) وبرامج درجة تأسيس الأعمال. تعد السمة المميزة لشهادات البكالريوس هي سنة التدريب العملي في مجال الأعمال والتي تمنح الطلاب خبرة قيمة في بيئة العمل.
تشمل المقررات التي تقدمها كلية سوانسي للأعمال المحاسبة والأعمال التطبيقية وإدارة الأعمال والتسويق الرقمي وإدارة الأحداث والفعاليات والقانون والأعمال ومهارات القيادة والإدارة في مكان العمل.

### الدراسات العليا
على مستوى الدراسات العليا، يتم تقديم ماجستير إدارة الأعمال في سوانسي من خلال التعلم بدوام كامل وبدوام جزئي وعبر الإنترنت، إلى جانب مجموعة واسعة من مقررات الماجستير التي يتم تدريسها. وتشمل هذه أيضًا مواضع الأعمال والصناعة. يتضمن برنامج الدراسات العليا البحثية درجة الدكتوراه في إدارة الأعمال والدكتوراه/ الماجستير في الإدارة والماجستير في البحوث الإدارية. يقدم مركز التطوير التنفيذي برامج تطوير مخصصة ومعتمدة لكبار المديرين والشركات حول العالم. تشمل lrnnhj الدراسات العليا الأخرى التي تقدمها كلية سوانسي للأعمال الإدارة المالية والتجارة والأسواق المالية.

## التصنيف والسمعة الأكاديمية
- تايمز وصنداي تايمز دليل الجامعة الجيدة 2019

الأولى في المملكة المتحدة من حيث رضا الطلاب عن جودة التدريس في دراسات الأعمال.
- WhatUni؟ جوائز اختيار الطلاب 2019

المرتبة الثامنة في المملكة المتحدة لجامعة العام، والأولى في المملكة المتحدة للمقررات والمحاضرين.
- تصنيفات مجلس تمويل التعليم العالي في ويلز (HEFCW).

تقييم جودة التدريس - ممتاز.
- إطار التميز في التدريس (TEF)

تصنيف TEF: فضي.
- دليل جامعة الجارديان 2019

الأولى في المملكة المتحدة من حيث الرضا عن التغذية الراجعة في الأعمال والإدارة والتسويق.

## أعضاء هيئة التدريس وطاقم الموظفين
- روجر ميدمينت (العميد)[8]
- بيث كامينغز[9]
- كريس توماس
- فيليسيتي هيلي بنسون
- جين ويليامز
- جين وودمان
- جولي هايوارد
- جولي توماس
- كاثرين بينالونا
- مانجيت بيانت
- ريتشارد دونستان
- فيك سوندرز
- ويل فليمنج
- البروفيسور أنتجي كوكريل
- البروفيسورة كارولين جواد
- البروفيسور غاريث هيوز
- البروفيسورة ساندرا ديتمر
- البروفيسور هوو توماس
- البروفيسور جيانجون بو
- البروفيسورة مارجريت إنمان
- البروفيسور ليبين شياو

## الحياة الطلابية

### اتحاد الطلبة
يتم تمثيل طلاب كلية سوانسي للأعمال من قبل اتحاد طلاب ترينيتي سانت ديفيد. يوجد لدى اتحاد الطلاب مبنى يقع في استوديوهات ليس جلاس على طريق ألكسندرا والذي يمكن للطلاب الوصول إليه. تم نقل اتحاد الطلاب من الحرم الجامعي السابق بسبب انتقال الجامعة إلى مقرهم في واترفرونت.

## الجدل
في عام 2016، حُكم على رجل بالسجن مع وقف التنفيذ بعد أن أخذ مسدس مقلدًا من طراز غلوك إلى مكتبة كلية سوانسي للأعمال في حقيبته.

## روابط خارجية
- الموقع الرسمي لكلية سوانسي للأعمال نسخة محفوظة 27 يناير 2022 على موقع واي باك مشين.

قالب:Business schools in the United Kingdom